# Rio Yarra
O rio Yarra é um rio situado no estado de Victoria, no sul da Austrália. O rio atravessa a cidade de Melbourne.
Tem cerca de 242 km de extensão.